# Улумбекова, Гузель Эрнстовна
Гузель Эрнстовна Улумбекова (род. 2 августа 1962, Казань, Татарская АССР, СССР) — российский учёный, доктор медицинских наук. Степень магистра в области организации и управления здравоохранением. Автор монографий, научных трудов и статей, соавтор учебников для медицинских вузов.
Основатель крупнейшего российского медицинского издательства ГЭОТАР-Медиа. Ректор Высшей школы организации и управления здравоохранением (ВШОУЗ).
Главный редактор журналов «Медицинское образование и профессиональное развитие» и «Оргздрав. Вестник ВШОУЗ. Новости. Мнения. Обучение».

## Биография
Родилась 2 августа 1962 года в Казани Татарской АССР. Отец Эрнст Галимович Улумбеков (1936—2016 гг.) — профессор, возглавлял кафедру гистологии Казанского государственного медицинского университета, мать Ляля Энверовна Улумбекова (род. 1937 г.) — руководила патологоанатомическим отделением в городской больнице. С 1969 года по 1979 год училась в общеобразовательной школе № 18 г. Казань, которую окончила с золотой медалью.
В 1979 году начала обучение в Казанском медицинском институте им С. В. Курашова по специальности «Лечебное дело» и в 1985 году окончила его с отличием (красный диплом). В годы учёбы в университете стажировалась врачом в сельской участковой больнице. С 1985 по 1990 гг. проходила клиническую ординатуру и клиническую аспирантуру в НИИ Общей патологии и патологической физиологии АМН СССР в Москве.
В 1994 году основала и возглавила медицинское издательство «ГЭОТАР-Медиа», на сегодняшний день являющееся крупнейшим медицинским издательством в России. С 1999 года по 2000 год — член коллегии ИТАР-ТАСС, директор издательско-полиграфического комплекса ИТАР-ТАСС. С 2000 года по 2006 год — президент издательской группы «ГЭОТАР-Медиа».
В 2004 году основала и по 2007 год возглавляла консалтинговую компанию по вопросам организации здравоохранения «Комплексный медицинский консалтинг», которая выполняла работы по вопросам модернизации здравоохранения для Минздрава России, ФОМС, ОАО «РЖД» и других ведомств.
С 2007 года по 2009 год — советник Губернатора Самарской области Владимира Артякова, отвечала за разработку Стратегии развития здравоохранения Самарской области.
В 2013 году Улумбековой была присвоена степень кандидата медицинских наук, а в 2014 году — звание доктора медицинских наук. Тема докторской диссертации — «Научное обоснование направлений развития здравоохранения РФ на среднесрочный период» (2014). Научный руководитель — профессор, академик Владимир Иванович Стародубов.
В 2015 году основала Высшую школу организации и управления здравоохранением (ВШОУЗ) — научно-методический и образовательный экспертный центр в сфере организации здравоохранения и общественного здоровья. ВШОУЗ ежегодно составляет и публикует рейтинг эффективности здравоохранения регионов России. Под руководством Улумбековой ВШОУЗ выпускает журнал «Оргздрав. Вестник ВШОУЗ», проводит международный конгресс «Оргздрав», сформировал основные предложения для федеральных проектов «Обеспечение шаговой доступности медицинской помощи», «Здоровый образ жизни», «Системная поддержка и повышение качества жизни граждан старшего поколения» и «Поддержка семей и повышение рождаемости», которые были направлены от ОНФ в Правительство РФ для включения в Национальные проекты.
С 2016 по 2018 годы прошла обучение в Гарвардской школе общественного здравоохранения в Бостоне, где получила степень магистра в области организации и управления здравоохранением (MBA).

## Общественная деятельность

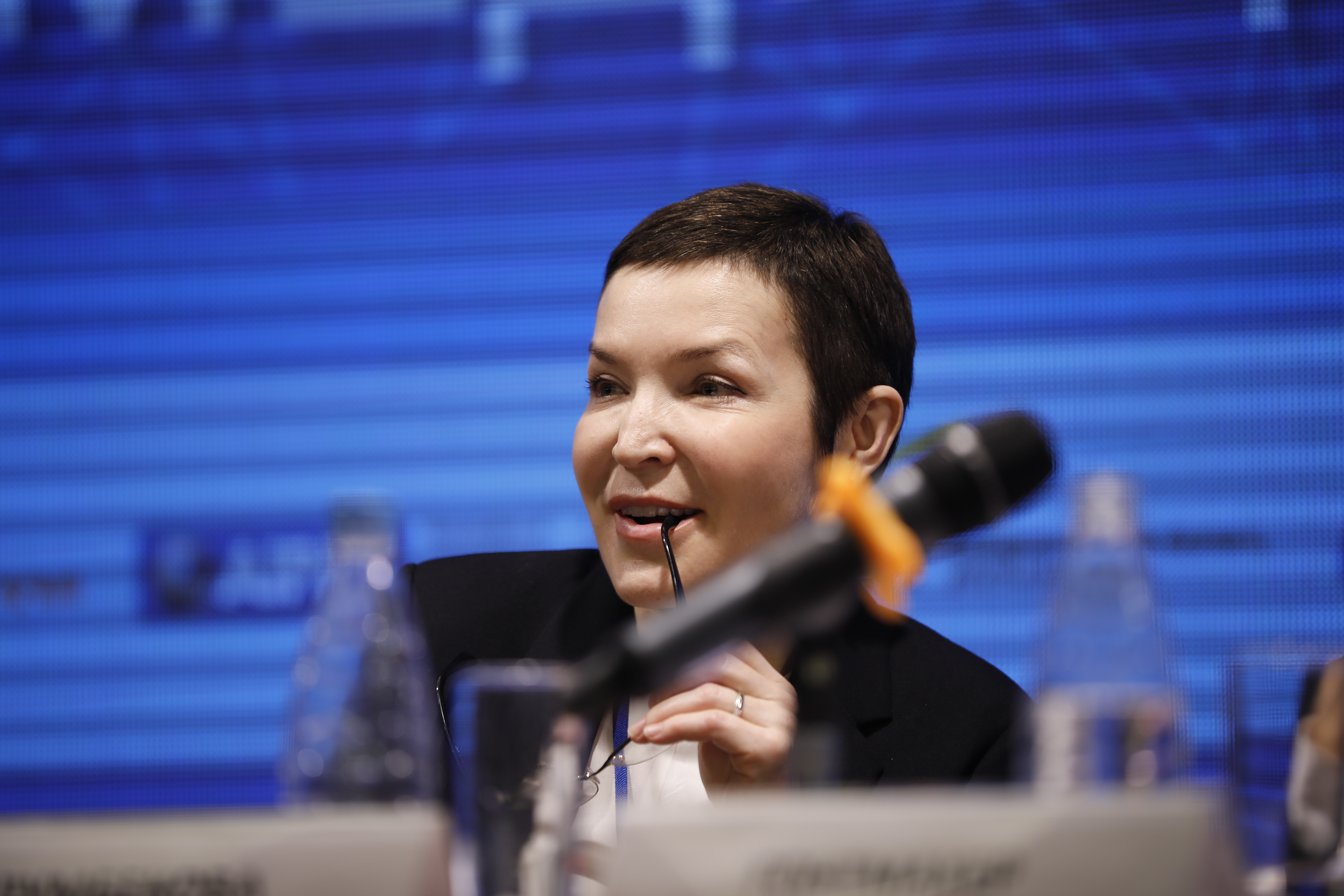
Выступление на конгрессе «Оргздрав. Эффективное управление медицинской организацией»

С 2003 года занимается экспертной деятельностью по вопросам организации здравоохранения в Общественной и Торгово-промышленной палатах РФ, Комитете Госдумы по охране здоровья, Центре стратегических разработок при Минэкономразвития России и Совете ВОЗ по доказательной медицине. Проводила анализ таких законов как «Об обязательном медицинском страховании в РФ» и «Об основах охраны здоровья граждан в РФ». Ею были подготовлены следующие аналитические документы: «Научные основы Концепции развития здравоохранения РФ до 2020 г.», «Развитие системы непрерывного медицинского образования в РФ», «Предложения по управлению качеством медицинской помощи в РФ».
В 2008 году приказом Министра здравоохранения России Татьяной Голиковой была назначена ответственным секретарём комиссии по разработке «Концепции развития здравоохранения населения РФ до 2020 года». С 2009 года является председателем правления Ассоциация медицинских обществ по качеству медицинской помощи и медицинского образования (АСМОК), первой в России профессиональной общественной медицинской организации, специализирующейся на вопросах качества медицинской помощи и медицинского образования, и объединяющей более 25 профессиональных медицинских обществ. Входила в Координационный совет Министерства здравоохранения Российской Федерации по развитию непрерывного медицинского и фармацевтического образования. С 2013 года по 2017 год являлась одним из организаторов пилотного проекта Минздрава России и «Национальной медицинской палаты» по непрерывному медицинскому образованию. В рамках аналитической деятельности ВШОУЗ в течение 2017—2018 гг. Улумбекова провела 29 рабочих встреч с губернаторами 17 регионов.
По поручению организаторов Петербургского международного экономического форума в 2016—2018 гг. Улумбекова выступила соорганизатором, модератором и спикером 12 тематических сессий по здравоохранению.
В 2018 году предложила руководству РАН систему проектного управления по достижению продолжительности жизни 78 лет к 2024 году. Совместно с РАН участвовала в разработке федеральных проектов (научно-клинических и организационно-клинических), ряд из которых лёг в основу национальных проектов «Здравоохранение» и «Демография».
В 2019 учёный секретарь РАН Межведомственного Совета РАН по научному обоснованию и сопровождению лекарственной политики Российской Федерации.

## Семья
Супруг — профессор, доктор технических наук и генеральный директор института проблем энергетики Булат Искандерович Нигматулин (род. 1944).

## Награды и звания
- Благодарность Президента Российской Федерации (июль 1996 г., Москва) — «за большой вклад в становление российской демократии, творческое и инициативное участие в подготовке и проведении кампании всенародных выборов».
- Благодарность Президента РФ (2018 г.)
- Комитета Государственной Думы по охране здоровья (2021 г.)

## Труды
- Улумбекова, Г. Э. Здравоохранение России. Что надо делать: научное обоснование «Стратегии развития здравоохранения РФ до 2020 года». — Москва: ГЭОТАР-Медиа, 2010. — 594 с. — 2500 экз. — ISBN 978-5-9704-1435-4.
- Улумбекова, Г. Э. Здравоохранение России. Что надо делать. — Москва: ГЭОТАР-Медиа, 2015. — 704 с. — ISBN 978-5-9704-3405-5.
- Лисицын, Ю. П., Улумбекова, Г. Э. Общественное здоровье и здравоохранение. — Москва: ГЭОТАР-Медиа, 2013. — 544 с. — ISBN 978-5-9704-2654-8.
- Международные стандарты аккредитации медицинских организаций / пер. с англ. под ред. Абрамова, А.Ю., Улумбекова, Г. Э.. — Москва: ГЭОТАР-Медиа, 2013. — 224 с. — ISBN 978-5-9704-1779-9.
- Улумбекова, Г. Э. Здравоохранение России. Что надо делать. Состояние и предложения. 2019-2024 гг. — Москва: ГЭОТАР-Медиа, 2019. — 416 с. — ISBN 978-5-9704-5417-6.